# Coleophora percnoceros
Coleophora percnoceros é uma espécie de mariposa do gênero Coleophora pertencente à família Coleophoridae.